# Dasypsyllus plumosissimus
Dasypsyllus plumosissimus är en loppart som beskrevs av Smit 1976. Dasypsyllus plumosissimus ingår i släktet Dasypsyllus och familjen fågelloppor. Inga underarter finns listade i Catalogue of Life.